# بوانس د اگوا سانتا
بوانس د اگوا سانتا (به اسپانیایی: Baños) یک شهر در اکوادور است که در استان تونگوراهوا واقع شده‌است. بوانس د اگوا سانتا ۱۴٬۶۵۳ نفر جمعیت دارد و ۱٬۸۲۰ متر بالاتر از سطح دریا واقع شده‌است.